# FNC Entertainment
La FNC Entertainment (FNC 엔터테인먼트?) è una compagnia di intrattenimento sudcoreana fondata nel 2006 dal cantante e produttore sudcoreano Han Seong-ho. L'agenzia opera come etichetta discografica, agenzia di talento, compagnia di produzione musicale, gestore di eventi, compagnia di produzione di concerti, e compagnia di pubblicazione musicale. L'etichetta era precedentemente conosciuta come FNC Music, ma il nome è poi stato cambiato in FNC Entertainment nel 2012, cominciando ad allargare il proprio business nell'intrattenimento. 
A febbraio 2021 FNC ha creato due sussidiarie: la prima, FNC B, è una collaborazione tra FNC Entertainment e HOW Entertainment, che si focalizzano sulla musica trot; la seconda, FNC W, è specializzata nella gestione dei loro gruppi femminili.

## Artisti

### Gruppi
- F.T. Island
- CNBLUE
- AOA
- N.Flying
- SF9
- Cherry Bullet (sotto la sussidiaria FNC W)
- P1Harmony

### Solisti
- Hong-gi (F.T. Island)
- Yonghwa (CNBLUE)
- Innovator
- Allysee
- J.Don (N.Flying)

### Attori
- Baek Ju-ho
- Choi Min-hwan
- Han Eun-seo
- Jin Ye-ju
- Jung Eugene
- Jung Hae-in
- Jung Jin-young
- Jung Yong-hwa
- Kang Chan-hee
- Kang Min-hyuk
- Kim Chan-mi
- Kim Hwiyoung
- Kim Chul-min
- Kim In-seong
- Kim Jae-hyun
- Kim Nu-ri
- Kim Ro-woon
- Kim Seol-hyun
- Kwon Da-hyun
- Lee Chae-yun
- Lee Da-won
- Lee Dong-gun
- Lee Hae-woo
- Lee Hong-ki
- Lee Jae-jin
- Lee Jong-hyun
- Lee Jung-shin
- Lee Seung-hyub
- Lee Seung-joo
- Lim Hyoun-su
- Nam Woo-hyun
- Park Gwang-hyun
- Park Ji-won
- Shin Hye-jeong
- Shin Ian
- Sung Hyuk

### Intrattenitore
- Choe Seong-min
- Jeong Hyeong-don
- Jo Woo-jong
- Kim Yong-man
- Kim Ah-yoon
- Lee Guk-joo
- Moon Ji-ae
- Moon Se-yoon
- Noh Hong-chul
- Yoo Jae-pil

## Ex-artisti
- M Signal
- F.T. Island
  - Oh Won-bin (2007–2009)
  - Choi Jong-hoon (2007–2019)
  - Song Seung-hyun (2009–2019)
- Juniel (2011–2016)
- AOA
  - Park Cho-a (2012–a2017)
  - Kwon Mina (2012–2019)
  - Shin Ji-min (2012–2020)
  - Seo Yu-na (2012–2021)
  - AOA Black
    - Youkyung (2012–2016)
- N.Flying
  - Kwon Kwang-jin (2013–2018)
- Honeyst (2017–2019)
- Cherry Bullet
  - Mirae (2019)
  - Kokoro (2019)
  - Linlin (2019)
- CNBLUE
  - Lee Jong-hyun (2009–2019)

- Jo Jae-yoon (2014–2019)
- Jung Hye-sung (2015–2018)
- Jung Woo (2015–2019)
- Kim Min-seo (2014–2017)
- Kwak Dong-yeon (2012–2020)
- Kwon Mina (2012–2019)
- Lee Da-hae (2014–2016)
- Lee Elijah (2016–2017)
- Park Doo-sik (2016–2019)
- Yoon Jin-seo (2012–2020)

### Ex-artisti
- Ji Suk-jin (2015–2016)
- Song Eun-i (2012–2019)
- Lee Se-young (2017–2019)
- Yoo Jae-suk (2015–2021)

## Sussidiarie
- FNC Academy
- SM Life Design Group (precedentemente FNC Add Culture, acquired in 2016; in 2018 acquired by SM Entertainment)
  - Film Boutique (acquired in 2017, in 2019 acquired by HB Entertainment [ko])
  - Genie Pictures (acquired in 2018)
- FNC Entertainment Japan
- FNC Global Training Center
- Love FNC Foundation (official CSR arm)
- FNC B (joint venture with HOW Entertainment)
- FNC W
- FNC Investment